# Lliga Federal d'Acció Ruralista
La Lliga Federal d'Acció Ruralista, abreujada LFAR, fou un sector social i polític conservador de l'Uruguai, actiu durant la segona meitat del segle xx.
L'economia uruguaiana funcionava des dels anys 1930 amb un model de substitució d'importacions. Es van anar cometent errors que es van manifestar negativament en l'economia; en particular, es va començar a sentir les conseqüències de les transferències del sector ramader a l'urbà, el que unit amb la caiguda dels preus de la llana després de finalitzada la guerra amb Corea, afectaven la relació govern–ramaders. Es va crear així, el 1951, la Lliga Federal d'Acció Ruralista.
Alguns dels seus principals integrants van ser els expresidents Benito Nardone Cetrulo i Faustino Harrison, així com l'exministra i senadora socialista Alba Roballo. Molts d'aquests militants van ocupar càrrecs importants durant el primer govern col·legiat del Partit Nacional. De fet, Nardone va acompanyar al nacionalista Luis Alberto de Herrera per les eleccions generals del 1958.
Amb la presidència de Nardone, va començar un trasllat de riqueses cap al sector agrari i una desarticulació dels mecanismes intervencionistes de l'Estat. No obstant això, el CNG no va poder revertir clarament la transferència de recursos del mitjà rural a l'urbà. Aquest incident es va agreujar amb la mort del mateix Nardone, que va suposar també la pèrdua constant d'identitat del partit i la seva posterior dissolució en dos corrents i moviments principals i diferents: l'esquerrana Unió Popular i la dretana Unión Nacional Reeleccionista, liderada per Jorge Pacheco Areco i el futur president Juan María Bordaberry Arocena.